# North Crows Nest (Indiana)
North Crows Nest es un pueblo ubicado en el condado de Marion en el estado estadounidense de Indiana. En el Censo de 2010 tenía una población de 45 habitantes y una densidad poblacional de 267,3 personas por km².

## Geografía
North Crows Nest se encuentra ubicado en las coordenadas 39°51′58″N 86°9′45″O / 39.86611, -86.16250. Según la Oficina del Censo de los Estados Unidos, North Crows Nest tiene una superficie total de 0.17 km², de la cual 0.17 km² corresponden a tierra firme y (0%) 0 km² es agua.

## Demografía
Según el censo de 2010, había 45 personas residiendo en North Crows Nest. La densidad de población era de 267,3 hab./km². De los 45 habitantes, North Crows Nest estaba compuesto por el 100% blancos, el 0% eran afroamericanos, el 0% eran amerindios, el 0% eran asiáticos, el 0% eran isleños del Pacífico, el 0% eran de otras razas y el 0% pertenecían a dos o más razas. Del total de la población el 0% eran hispanos o latinos de cualquier raza.